# Мухаммед, Эдди Мустафа
Эдди Мустафа Мухаммед (англ. Eddie Mustafa Muhammad, имя при рождении Эдвард Дин Грегори англ. Edward Dean Gregory; род. 30 апреля 1952, Бруклин, Нью-Йорк) — американский боксёр-профессионал. Обладатель титула чемпиона мира по боксу в полутяжёлом весе по версии WBA. После окончания спортивной карьеры он работал тренером по боксу и иногда снимался в кино.

## Любительская карьера
Выступая под своим настоящим именем Эдди Грегори, Мухаммад дважды выиграл чемпионат Нью-Йорка по боксу «Золотые перчатки». Грегори выиграл Открытый чемпионат Нью-Йорка по боксу «Золотые перчатки» в 1971 и 1972 годах в весовой категории до 147 фунтов (до 68 кг). В 1971 году в финале Грегори победил будущего чемпиона в среднем весе Вито Антуофермо в финале 1971 года, а в 1972 году победил Патрика Мэлони из клуба «Leatherpushers Athletic Club» и завоевал титул чемпиона. Грегори тренировался в спортивном комплексе «Howard Houses» Полицейской атлетической лиги в Бруклине, Нью-Йорк.

## Профессиональная карьера
В 1972 году Мухаммед, известный по прозвищу «Пламя», стал профессиональным боксёром. 11 марта 1977 года Эдди Грегори боксировал против Мэтью Франклин, впоследствии оба боксёра приняли ислам, Эдди Грегори, в 1979 году стал мусульманином последовав примеру старшей сестры и брата, стал именоваться как, Эдди Мустафа Мухаммед, а Мэтью Франклин — Мэттью Саад Мохаммед. 20 ноября 1977 года он вышел на ринг против обладателю титула WBA в полутяжёлом весе Виктора Галиндеса, но проиграл единогласным решением судей. В 1980 году он получил второй шанс завоевать титул против Марвина Джонсона и победил техническим нокаутом в 11-м раунде, завоевав пояс. Он дважды защищал пояс в 1980 году сначала он победил Джерри Мартина (нокаут в десятом раунде),  а затем тогда еще непобежденного чемпиона Европы Руди Купманса (отказался от боя в третьем раунде), и в 1981 году проиграл нетитульный бой против Ренальдо Снайпса. Позже, в том же 1981 году, он потерял свой титул в бою против Майкла Спинкса единогласным решением судей. После потери пояса Мухаммед сражался в основном с бойцами клубного уровня, прежде чем в 1985 году получил ещё один шанс завоевать вакантный титул IBF в полутяжёлом весе, встретившись со Слободаном Качаром. Качар победил незначительным раздельным решением судей, и Мухаммед завершил карьеру после ещё трёх поединков.
Мухаммед ненадолго вернулся в 1988 году, но в том же году окончательно повесил перчатки на гвоздь, проиграв техническим нокаутом джорнимену Артелю Лоухорну. После окончания профессиональной карьеры был тренером, таких боксёров, как: Джеймс Тони, Айрен Баркли.
Он также снялся в двух кинофильмах: в фильме 1980 года «Бешеный бык», где сыграл роль Билли Фокса, и в фильме Леона Айзека Кеннеди 1981 года «Тело и душа» (ремейк фильма «Тело и душа» 1947 года), где он сыграл самого себя.

### Появления в кино
- «Бешеный бык» (1980) — Билли Фокс
- «Тело и душа» (1981) — играет себя
- «Надежда для сломленного соперника» (2008) — играет себя